# Josep Molera i Riera
|  | «El Noi de Tona» redirigeix aquí. Si cerqueu el raper, vegeu «El Noi de Tona (cantant)». |

Josep Molera i Riera, conegut com El noi de Tona (Tona, 1851 - Barcelona, gener de 1925), va ser un personatge famós per les seves excentricitats en el context de la Barcelona de finals del segle xix. D'ell ve l'expressió "Sembles el noi de Tona", que significa que una persona xerra molt per persuadir algú d'alguna cosa.

## Vida

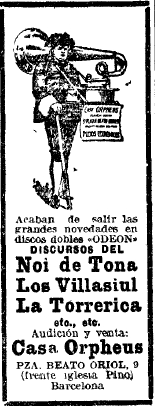
Anunci d'un enregistrament amb els discursos del Noi de Tona

S'estima que va néixer cap al 1851 al número 56 del carrer Major de Tona. Amb el pas dels anys va ser conegut arreu com el Noi de Tona i, al seu poble, com En Patet, en al·lusió al mas familiar. Es tracta d'un personatge singular, un bohemi, un arrenca-queixals, un xerraire...
La popularitat li venia dels discursos i poemes que recitava per alegrar les festes majors i fires, gràcies a la seva privilegiada memòria. Consta que va fer una pel·lícula anomenada Les aventures del Noi de Tona el 1917, dirigida per Manuel Catalán. Alguns dels seus discursos varen ser enregistrats per la productora Discos Odeon, el 1916.
Va fer de model per a Ramon Casas per pintar el personatge que està caigut a terra a la seva obra La càrrega (1899).

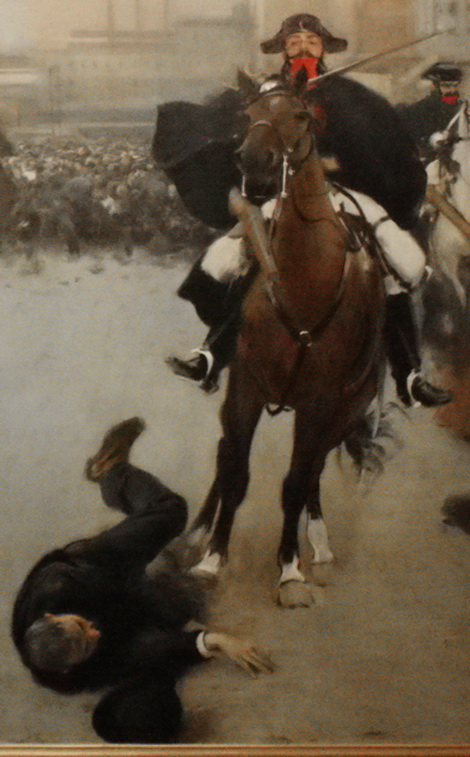
El Noi de Tona va fer de model a Ramon Casas per al personatge que està ajagut a terra

Al seu poble era molt estimat per la labor de difusió que feia de les aigües termals del municipi.
És un personatge per al mite i la llegenda, per això de la seva vida se'n saben poques coses segures. Per exemple, s'explica que la seva excentricitat tenia l'origen de quan havia estat a la Tercera Guerra Carlina (1872-1875). Quan ja estaven a punt d'afusellar-lo, es van oblidar d'ell per atendre assumptes més importants i el Noi, pres pel terror, va aprofitar l'ocasió i es va escapar corrent camps a través i no va parar fins al cap de dotze hores, quan uns pagesos el van trobar extenuat. També diuen tenia obsessió a arrencar dents i queixals. De vegades trobava un nen al carrer i li preguntava: “A veure què tens, a la boca?” i tot seguit li arrencava una dent. Tot i que ell era ben desdentegat, per cridar l'atenció del públic, alguns cops es dedicava a trencar nous amb la boca.
Va morir, pobre i sol, el gener de 1925, després d'haver fet riure molta gent, a la cantonada del carrer de la Ferlandina de Barcelona, prop de la Casa de la Caritat.
Tot i les incerteses al voltant del personatge, encara avui molta gent gran i d'altres de més joves recorden les seves anades i tornades per bona part del territori català, ja que anava a totes les festes majors de Catalunya improvisant versos i discursos polítics animant i distraient la gent. D'aquí ve el costum d'anomenar "Noi de Tona" a algú xerraire i molt persuasiu.
En record seu, els gegants del municipi de Tona són, des de l'any 1983, en Josep Molera i la Montserrat, la seva muller durant uns anys. L'any 2009, l'Ajuntament de Tona va instaurar el premi "Noi de Tona" per reconèixer la trajectòria o un fet destacable de les entitats o associacions del terme municipal, per la seva participació activa en la promoció de la vida social.